# Vincenzo Carducci

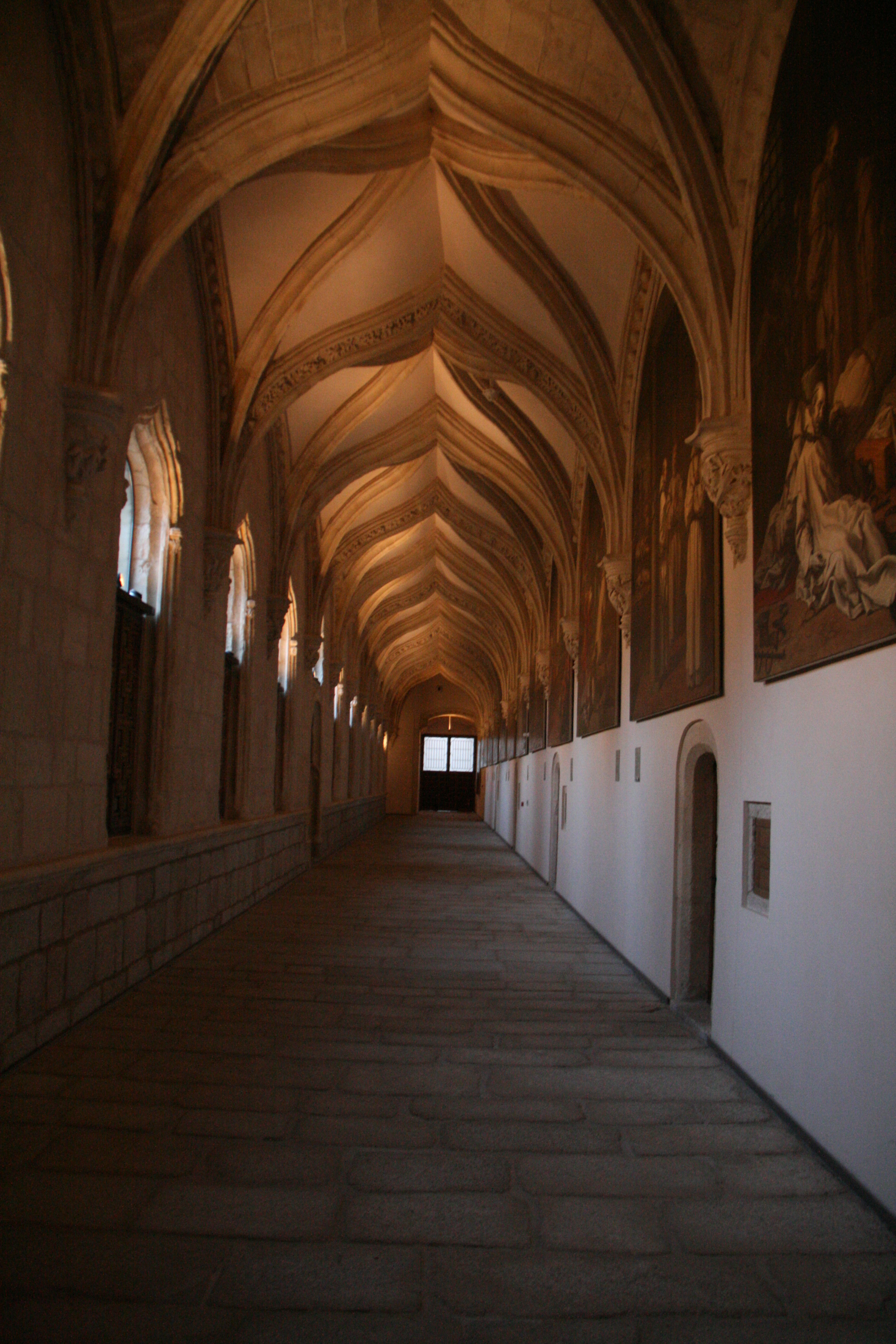
L'intérieur rénové du cloître de la chartreuse d'El Paular avec les peintures de Vicente Carducho.

Vincenzo Carducci, également appelé en espagnol Vicencio ou Vicente Carducho (1576-1638) était un peintre italien ayant fait sa carrière en Espagne.

## Biographie
Vincenzo Carducci est né à Florence et fait l'apprentissage de la peinture auprès de son frère Bartolomeo, qu'il accompagne en 1585 à Madrid comme élève.
En 1601, il se rend à Valladolid avec son frère qui y suit la Cour de Philippe II d'Espagne. Il y fait ses débuts en peignant des batailles pour le cabinet de la Reine ainsi que des vues en perspective pour la salle de comédie du palais de Valladolid, l'Escorial, avec l'aide de son frère. En 1606, il revient à la cour de Philippe III à Madrid et participe à la décoration du Palais du Pardo récemment reconstruit. Il réalise notamment une fresque représentant une histoire allégorique du Saint-Sacrement dans la coupole de la chapelle du palais. Son frère décède en 1608 et Vincenzo Carducci prend sa place et est nommé peintre du Roi Philippe III en 1609. Il peint alors une œuvre sur l'histoire d'Achille. Il est également chargé de peindre une fresque pour la chapelle Nuestra Señora del Sagrario dans la cathédrale de Tolède, et il y représente le martyre de Saint-André.
Par la suite, les moines de la chartreuse d'El Paular, un monastère situé au nord de Madrid, lui confient une vaste commande pour la décoration du grand cloître. Il y travaille pendant quatre ans et il réalise 55 toiles représentant des personnages historiques, 27 d'entre elles évoquant des épisodes de la vie de saint Bruno et 27 autres des martyres. Après avoir été dispersés au XIXe siècle, les tableaux sont à nouveau regroupés sur les murs de la Chartreuse depuis juillet 2011,,.
Il a beaucoup travaillé pour le monarque suivant, Philippe IV, et ses meilleures toiles sont sans doute celles qu'il a exécutées pour lui, telles que celles décorant le Palais du Pardo. Nombre de ses œuvres sont aujourd'hui conservées à Tolède, Ségovie et plusieurs autres villes espagnoles. Pendant de nombreuses années, il travaille comme professeur d'Art à Madrid et il a notamment pour élèves et disciples Giovanni Battista Ricci, Bartolomé Román, Pedro Obregon, Francisco Collantes et d'autres peintres représentatifs de l'école espagnole du XVIIe siècle.
Il est aussi l'auteur d'un traité de peinture intitulé De las Excelencias de la Pintura ou Diálogos de la pintura, su defensa, origen, essencia, definición, modos, y differencias, publié en 1633. Écrit selon la tradition classique comme un dialogue entre un maître et un apprenti, le texte invite instamment :

« Honte sur moi et tous ceux qui, impétueux et effrontés, sans méditation et sans améliorer nos âmes, en ce monde présenté pour peindre un portrait de la reine la plus sainte des Anges, mère du Tout Puissant, elle qui était pleine grâce, elle qui sera nos moyens de gagner le ciel… à quel point ceci a été compris par ce peintre frère monastique, saint Juan Fesulano... (qui) n'a jamais commencé à peindre sans prier d'abord... et (qui) a pleuré toutes les fois qu'il a peint le Christ sur la croix. »

En 1633, soutenant les privilèges des artistes, Vincenzo Carducci gagne un procès contre le fisc espagnol qui voulait soumettre les œuvres d'art à une taxe.
En 1638, à l'âge de 60 ans, Carducci meurt à Alcalá de Henares, non loin de Madrid, alors qu'il était interné depuis le début de l'année car il avait perdu la raison. Il est enterré dans la chapelle du troisième ordre de saint François. Sa dernière œuvre était une peinture de saint Jérôme qui porte l'inscription « Vincensius Carducho hic vitam non opus finiit ».

## Œuvres choisies
- Saint François d'Assise recevant les stigmates, 1610-1630, musée d'art, Auckland
- Annonciation, 1613-1617, monastère de l'Incarnation, Madrid
- L'Expulsion des Morisques, 1627, musée du Prado, Madrid
- La Vision de Saint François d'Assise, 1631, Magyar Szépmüvészeti Múzeum, Budapest
- La Vision de Saint-Antoine de Padoue, 1631, Saint-Pétersbourg, Ermitage
- La Sainte Famille avec Saint-Anne, 1631, Albacete (prêt du musée du Prado)
- Saint-Jean de Matha remettant les lettres du pape au roi des Morisques, 1632, musée du Prado, Madrid
- Saint-Jean de Matha renonçant au doctorat, 1632, musée du Prado, Madrid
- Sainte Agnès, 1637, musée du Prado, Madrid
- La Mort de saint Bruno, esquisse, 1626-1632, huile sur toile, 60 × 43 cm, musée du Louvre, Paris.
- La Mort de saint Bruno, 1626-1632, huile sur toile, chartreuse d'El Paular.
- Saint Bernard de Clairvaux rend visite à Guigues Ier à la Grande Chartreuse, esquisse, 1626-1632, huile sur toile, 60 × 43 cm, musée du Louvre, Paris.
- Saint Bernard de Clairvaux rend visite à Guigues Ier à la Grande Chartreuse, 1626-1632, huile sur toile, chartreuse d'El Paular.
- L'Extase du père Jean Birelle, esquisse, 1626-1632, huile sur toile, 60 × 43 cm, musée du Louvre, Paris.
- L'Extase du père Jean Birelle, 1626-1632, huile sur toile, chartreuse d'El Paular.
- Saint Nicolas Albergati, cardinal de Santa Croce, esquisse, 1626-1632, huile sur toile, 60 × 43 cm, Musée du Louvre, Paris.
- Saint Nicolas Albergati, cardinal de Santa Croce, 1626-1632, huile sur toile, Chartreuse d'El Paular.
- Le Martyre des chartreux d'Allemagne, esquisse, 1626-1632, huile sur toile, 60 × 43 cm, musée du Louvre, Paris.
- Le Martyre des chartreux d'Allemagne, 1626-1632, huile sur toile, chartreuse d'El Paular.
- Le Martyre des vénérables Vincent Herck et Jean Léodieux de la chartreuse de Ruermonde, esquisse, 1626-1632, huile sur toile, 60 × 43 cm, musée du Louvre, Paris.
- Le Martyre des vénérables Vincent Herck et Jean Léodieux de la chartreuse de Ruermonde, 1626-1632, huile sur toile, chartreuse d'El Paular.
- Saint Joseph portant l'enfant Jésus, 1632, huile sur toile, 226 x 142 cm Musée des Beaux-Arts de Narbonne.

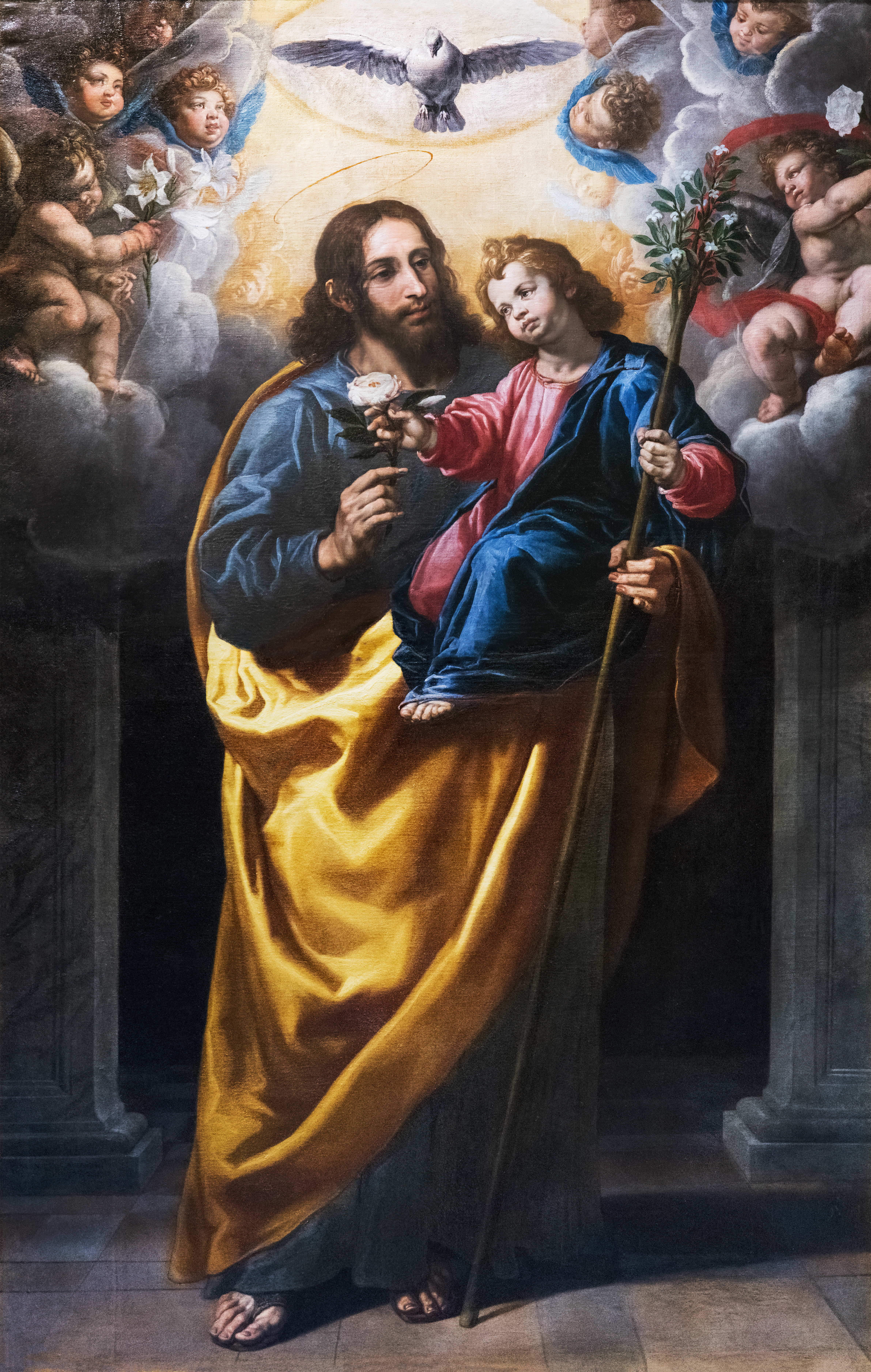
Saint Joseph portant l'enfant Jésus - Musée des Beaux-Arts de Narbonne
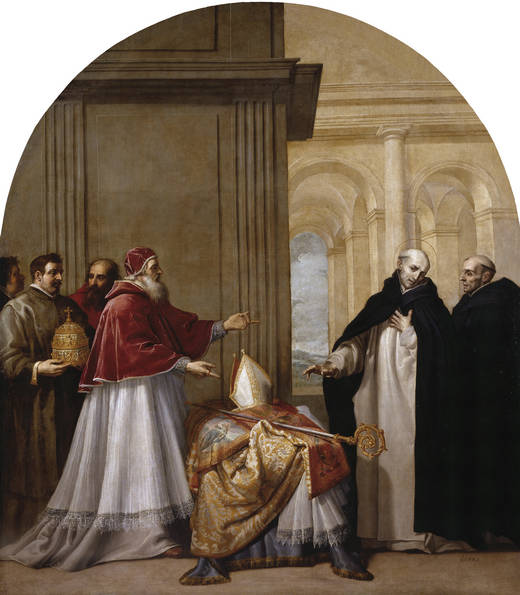
Saint Bruno refuse l'archevêché de Reggio de Calabre, chartreuse d'El Paular.